# Олга Вилухина
Олга Генадиевна Вилухина (на руски: Ольга Геннадьевна Вилухина) е руска биатлонистка.
Тя е сребърна медалистка в спринта на 7,5 km от зимните олимпийски игри в Сочи през 2014 г. 

## Спортна кариера
Вилухина участва в международни състезания от 2006 г. Дебютира за Световната купа по биатлон в последния кръг от сезон 2008/09 в Ханти-Мансийск. Към 26 февруари 2014 г. има две втори и две трети места за Световната купа, бронзов медал в преследването от световното първенство в Руполдинг през 2012 г. и сребърен олимпийски медал от спринта в Сочи през 2014 г. След това участва в състезания от Купата на Международния съюз по биатлон. 

## Резултати

### Олимпийски игри
| Състезание | Индивидуално 15 км | Спринт 7,5 км | Преследване 10 км | Масов старт 12,5 км | Щафета 4 х 6 км | Смесена щафета 2 х 6 км + 2 х 7,5 км |
| ---------- | ------------------ | ------------- | ----------------- | ------------------- | --------------- | ------------------------------------ |
| 2014 Сочи  |                    | Сребро        | 7-о               | 21-во               | Сребро          |                                      |

### Световни първенства
| Състезание      | Индивидуално 15 км | Спринт 7,5 км | Преследване 10 км | Масов старт 12,5 км | Щафета 4 х 6 км | Смесена щафета 2 х 6 км + 2 х 7,5 км |
| --------------- | ------------------ | ------------- | ----------------- | ------------------- | --------------- | ------------------------------------ |
| 2012 Руполдинг  | 8-о                | 8-о           | Бронз             | 19-о                | 7-о             | 5-о                                  |
| 2013 Нове Место | 10-о               | 5-о           | 22-ро             | 23-то               | 4-то            | 6-о                                  |